# Sisyra trilobata
Sisyra trilobata är en insektsart som beskrevs av Oliver S. Flint Jr. 1966. Sisyra trilobata ingår i släktet Sisyra och familjen svampdjurssländor. Inga underarter finns listade i Catalogue of Life.